# Huhentomon plicatunguis
Huhentomon plicatunguis är en urinsektsart som beskrevs av Yin 1977. Huhentomon plicatunguis ingår i släktet Huhentomon och familjen Hesperentomidae.

## Underarter
Arten delas in i följande underarter:
- H. p. plicatunguis
- H. p. haradai